# Mỹ Hạnh Trung
Mỹ Hạnh Trung là một xã thuộc thị xã Cai Lậy, tỉnh Tiền Giang, Việt Nam.

## Địa lý
Xã Mỹ Hạnh Trung nằm về phía bắc của thị xã Cai Lậy, có vị trí địa lý:
- Phía đông giáp các xã Mỹ Hạnh Đông, Tân Hội
- Phía tây giáp xã Tân Bình
- Phía nam giáp các phường 3, Nhị Mỹ
- Phía bắc giáp xã Mỹ Phước Tây.

Xã Mỹ Hạnh Trung có diện tích 9,96 km², dân số năm 2013 là 7.251 người, mật độ dân số đạt 728 người/km².

## Hành chính
Xã Mỹ Hạnh Trung được chia thành 5 ấp: Mỹ Lợi, Mỹ Thạnh, Mỹ Đa, Mỹ Hòa, Mỹ Luận. 

## Giao thông
Có tuyến đường tỉnh 868 chạy ngang qua là tuyến giao thông quyết mạch nối liền khu vực các xã phía Bắc với trung tâm thị xã Cai Lậy, tạo điều kiện thuận lợi cho việc giao lưu hàng hoá trong khu vực.